# 配電統制令
配電統制令（はいでんとうせいれい、昭和16年8月30日勅令第832号）は、国家総動員法に基づき1941年（昭和16年）8月に施行された日本の勅令である。配電事業を司る特殊会社の設立・運営などを規定した。
本勅令に基き、1942年（昭和17年）4月、一定区域内において配電事業を独占する配電会社が大規模事業者の再編によって地方ごとに9社設立された。翌年にかけて小規模事業者もこの9配電会社に統合された結果、9配電会社以外の配電事業者は消滅し、全国規模で発電・送電事業を管理する特殊会社日本発送電と地域単位で配電事業を担う9配電会社により電気供給事業を分掌するという体制が完成した。
太平洋戦争後の国家総動員法廃止により1946年（昭和21年）9月に本勅令は廃止されたが、必要な一部規定は電気事業法に盛り込まれ、配電会社も存続した。その後1951年（昭和26年）5月になり、電気事業再編成令によって日本発送電と9配電会社は解散し、地方ごとに発送配電一貫経営を行う9電力会社が発足した。
本項では、勅令そのものの内容のほか本勅令に基づき実施された配電統制の具体的内容についても記述する。

## 内容
配電統制令では、国家総動員法の規定に基づいた
1. 配電会社の設立に関する規定
2. 電気供給事業設備の出資に関する規定
3. 電気供給事業者の譲渡・合併・解散に関する規定
4. 債務継承・担保処理に関する規定
5. 課税標準計算の特例および租税の減免に関する規定
6. 配電会社の組織・業務と監督に関する規定
7. 電気料金に関する規定
8. 逓信大臣による報告徴取・検査に関する規定

の8項目を定める。条文は49条の本文と付則からなる。細則を定める「配電統制令施行規則」（逓信司法省令第1号）は配電統制令と同時に公布・施行されている。
配電統制令に基づく「配電（株式）会社」の定義は「一定区域内における配電事業の統制のため配電事業を営むことを目的とする株式会社」である（第24条）。その設立は、逓信大臣が電気事業者に対し設立命令書を交付することにより行われる。設立命令は事業者に対し電気事業設備の現物出資を命ずるものと、「配電株式会社と為る」ことを命ずるものの2通りが規定された。後者は受命者が法人格をそのまま存続して配電会社に移行するという意味ではなく、商法上の新設合併と同様の手続きにあたる。加えて残余事業者の統合について、配電会社への合併・事業譲渡・設備出資を発令する権限も逓信大臣に付与された。
配電会社は社長・副社長・理事・監事の4種類の役員によって経営される。うち理事は商法上の取締役、監事は監査役にあたる。役員は全員株主総会（会社設立時は創立総会）にて選任され、逓信大臣の認可を得るものとされているが、この点が総裁・副総裁を政府任命とした日本発送電と異なる。国策会社のため株主からも外国人・外国法人は排除される。
逓信大臣に付与される権限は上に挙げた以外にも多岐にわたる。電気料金の決定をはじめ、業務運営上の諸計画や利益金処分などの監督、不当な会社決議の取り消し、役員の解任などが可能であった。
なお配電統制令の改正は1943年（昭和18年）11月1日と1945年（昭和20年）8月26日の2回で、1943年の改正では軍需省設置に伴って勅令中の「逓信大臣」が「軍需大臣」に置き換えられ、1945年の改正では商工省再設置に伴って前記「軍需大臣」が「商工大臣」に改められている。

## 公布の経緯
以下、配電統制令制定に至る経緯について、配電統制令公布直前の時期に行われた事業再編とあわせて記述する。

### 電力国家管理の具体化

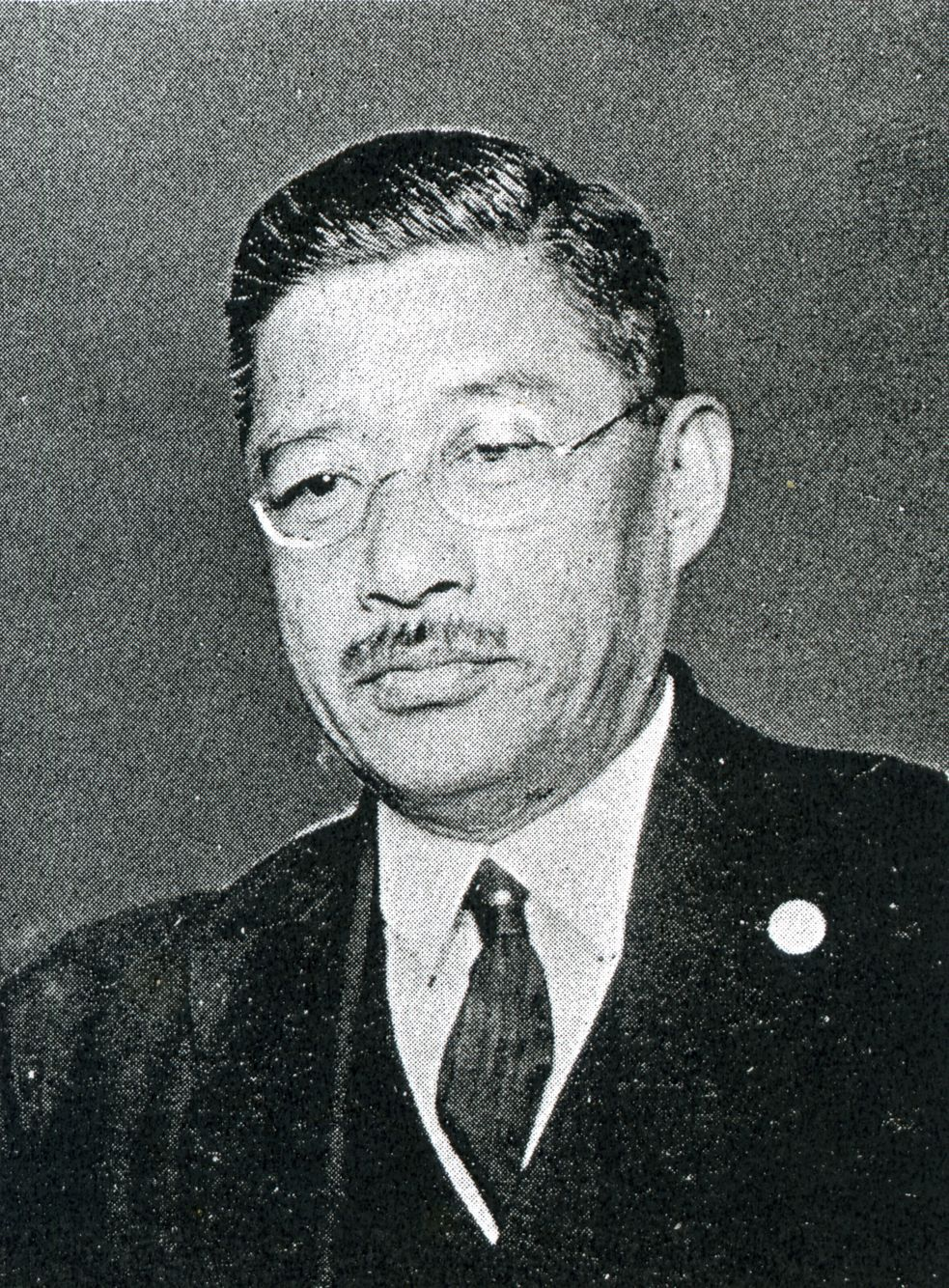
第39代逓信大臣頼母木桂吉

東京電灯の開業以来多くを民間企業が展開していた電気事業を国家経営に移そうという議論は、明治末期ごろにはすでに存在し、1918年（大正7年）ごろには時の逓信大臣野田卯太郎によって提唱されるなど、戦前の電力業界ではたびたび取り上げられる構想であった。時代が下って昭和に入ると、こうした国営論は台頭しつつあった軍部や、いわゆる「革新官僚」によって注目されるようになる。その構想が具体化される契機は、1935年（昭和10年）5月に岡田啓介内閣が設置した内閣審議会・内閣調査局（後の企画院）での議論であった。
内閣審議会の委員の一人に、かねてから電力国営論者として知られた立憲民政党の衆議院議員頼母木桂吉がいた。また内閣調査局調査官には、革新官僚の一人で当時逓信省無線課長であった奥村喜和男や、陸軍軍人鈴木貞一が任命されていた。審議会が始まると頼母木は持説である国営論を唱え、調査官の奥村・鈴木に自らの構想の具体化を指示する。それを受けて調査局では、従来の国営論の壁となっていた国有化の財源の問題を回避するため、民間電力会社の設備を新設の特殊会社に現物出資させ、その設備の運転を国が受託する、という「民有国営」の電力国家管理政策を取りまとめた。しかし翌1936年（昭和11年）に二・二六事件が発生した結果岡田内閣が総辞職したため、政策具体化の動きは一旦停止した。
岡田内閣の跡を継ぎ1936年（昭和11年）3月に発足した広田弘毅内閣では頼母木桂吉が逓信大臣に就任。省内では電気局長に国営推進派の大和田悌二が起用された。以後逓信省では電力国家管理の具体化作業が推進され、7月3日には頼母木から閣議に提案されるところまで進んだ。3か月にわたる閣内での討議の結果、10月20日の閣議で頼母木提案の「電力国家管理要綱」は承認される。その中身は、電力の国家管理を実現するため、各電力会社から新設の特殊会社に対し主要発電・送電設備を出資させ、これらの設備を使用し政府が自ら発送電事業を経営する、というものであった。
翌1937年（昭和12年）1月19日、閣議決定された頼母木案を法案化した「電力管理法」案、「日本電力設備株式会社法」案などが帝国議会へと上程された。しかし直後に広田内閣が総辞職し、代わって発足した林銑十郎内閣が上程中の全案件を撤回して頼母木案も議会に再上程しない方針を決めたため、成立をみずに終わった。

### 小規模事業者の整理
上記の通り、頼母木案の電力国家管理政策は発送電事業の民有国営を目指すものである。その一方で配電事業に関しても方針を定めており、形態は民営・公営のままの現状維持とするが、供給区域の整理統合や電力の卸売り料金を通じて監督を徹底する、とされていた。
その配電事業は当時、小規模事業者の数があまりに膨大であるという問題を抱えていた。1936年末の段階で資本金500万円未満の電気供給事業者は519に上っていたのである。これらの小規模事業は、大規模事業者が採算上不適当と判断して供給にあたらなかった地域の住民が立ち上げたものや、大戦景気に乗じて設立されたものが多い。従って採算性の悪い事業が大半で個人事業的なものも多く、半数近くが低配当か無配当・赤字経営であった。
逓信省では、1937年5月の逓信局長会議にて小規模事業者の整理統合の方針を具体化した。その内容は、小規模事業者を付近の大規模事業者に統合させ、事業の改善や普及促進、料金の格差縮小を目指すというものである。6月末には、東京地方逓信局が管内事業者の代表者を招致し小規模事業者の整理統合を慫慂する、という具体的な動きがあった。こうした逓信省の方針に従い、以後全国規模で事業統合が活発化し、1937年から1940年までの4年間で211件の事業統合が成立した。一例として業界大手の事例を挙げると、1941年までの5年間で東京電灯は40事業を統合（買収・合併）し、東邦電力は34事業を買収している。

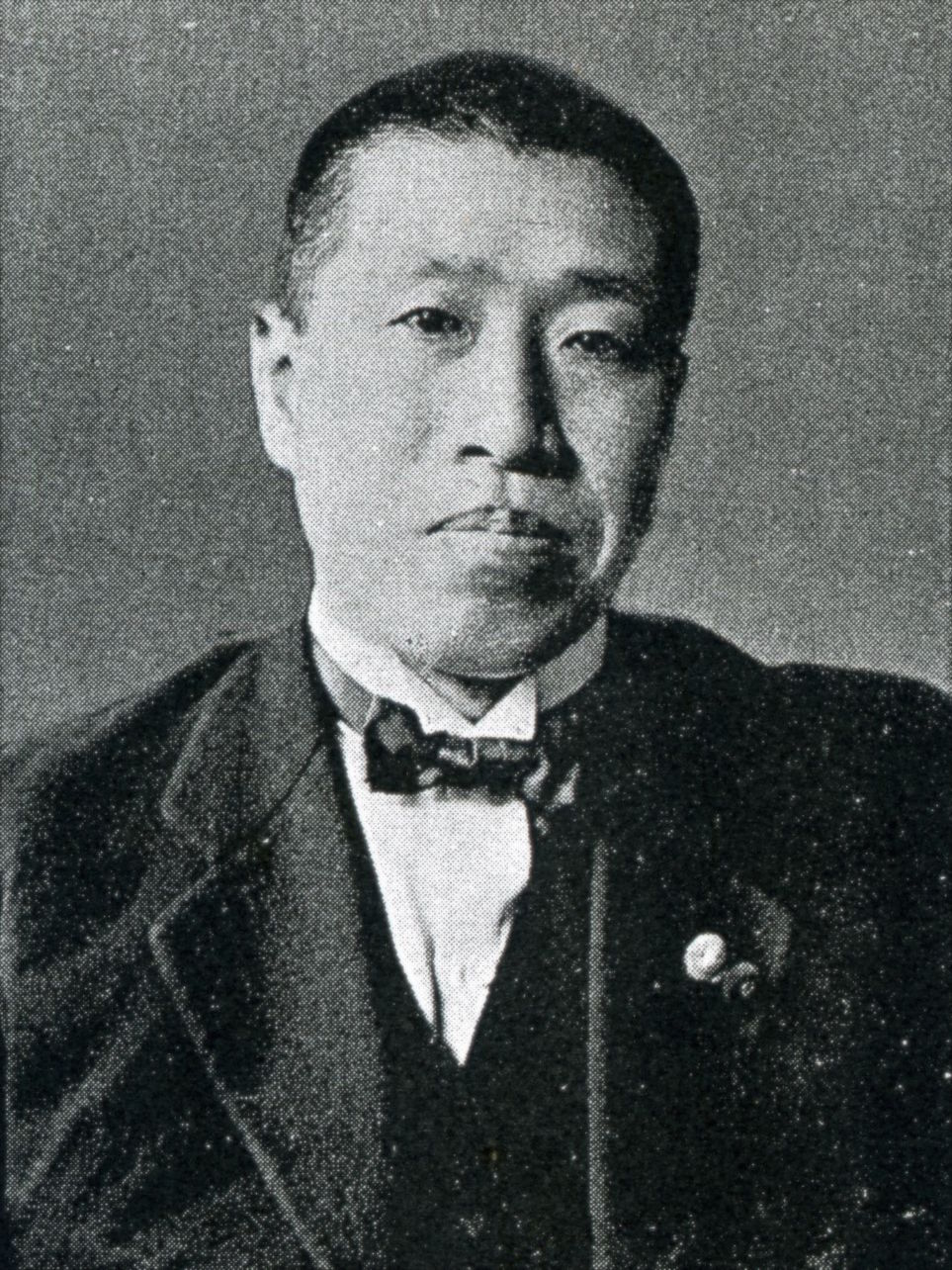
第42代逓信大臣永井柳太郎

発送電事業を国家管理に移す電力国家管理政策については、1937年6月に林内閣にかわって第1次近衛文麿内閣が成立すると、逓信大臣に就任した民政党の永井柳太郎により再び進展がみられるようになる。永井案は、特殊会社に対する規制によって国家管理を実現するという「民有民営」形態を採り、特殊会社には全国の電気事業者から主要火力発電設備と主要送電設備を出資させるが水力発電設備を出資対象から外す、という頼母木案から後退したものとなった。これらを盛り込んだ新たな「電力国策要綱」は同年12月27日の閣議で承認され、翌1938年（昭和13年）1月15日よりそれらを法案化した「電力管理法」案などの国会審議が始まった。長い国会審議の末、同年3月26日可決に至る。こうして1938年4月5日に電力管理法・日本発送電株式会社法・電気事業法中改正法ほか1法が公布され、翌1939年（昭和14年）4月1日日本発送電株式会社が発足、電力国家管理が実行に移された。
日本発送電の設立に関連し、設立と同日の1939年4月1日より施行された改正電気事業法には、供給区域の整理統合のため事業者に対し事業譲渡命令を発令できる権限を逓信大臣に付与する条項（第26条第2項）が追加された。

### 既存事業者の解体へ

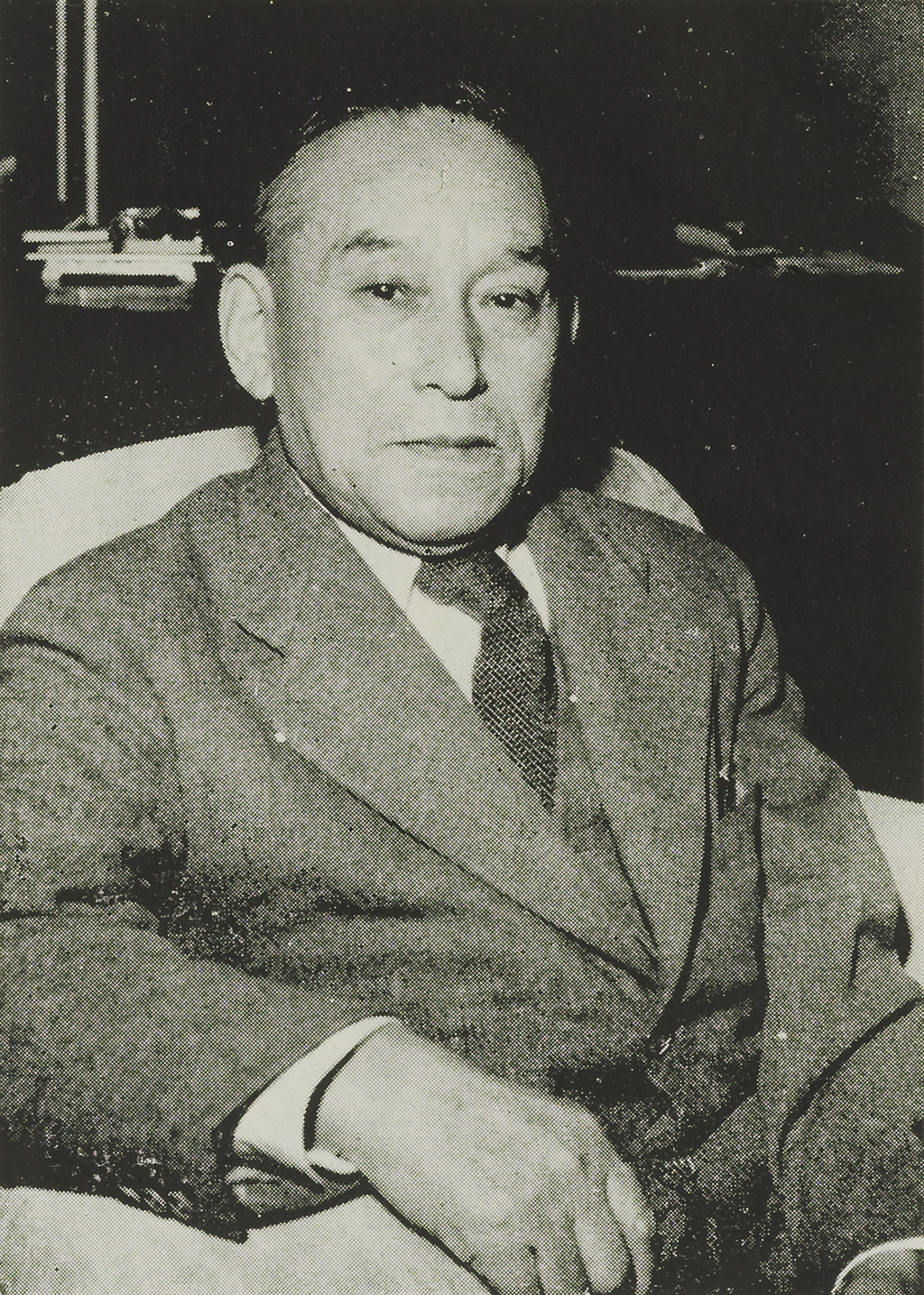
第47代逓信大臣村田省蔵

1939年4月に日本発送電が発足し電力国家管理が開始されたが、開業早々異常渇水が発生し、これに石炭不足・炭質低下が重なって水力発電・火力発電ともに機能不全に陥って8月より日本発送電から配電事業者への供給割当の制限が始まった。10月20日には電力消費そのものを国家総動員法に基づいて制限する電力調整令が施行され、低廉豊富な電力供給を掲げて成立した電力国家管理体制の公約が崩れた。また日本発送電自体の経営も不振であり、1939年度下期には赤字決算となり政府補給金で政府保証の4パーセント配当を捻出するという状態であった。
こうした問題は電力国家管理体制の再検討を求める声に繋がるが、日中戦争が長期化し総力戦に備えた体制変革が各方面で進む中では国家管理を見直すのではなくより強化することで事態打開を図る動きが主流であった。1940年（昭和15年）7月に発足した第2次近衛内閣で逓信大臣となった関西財界出身の村田省蔵は就任早々電力国家管理の強化に動き出す。村田の下での第2次電力国家管理は、既設水力発電設備も日本発送電へと帰属させるという発送電管理の強化と、既存配電事業者を全て解体して地区ごとに配電特殊会社を新設し日本発送電との連携を強化するという配電管理の実施を両輪とするものであった。同年9月27日、上記を盛り込んだ「電力国策要綱」の閣議決定まで進んだ。
閣議決定後、第2次電力国家管理実施に向けた準備が進められるが、電力業界側では東邦電力会長松永安左エ門や東信電気専務浦山助太郎から強硬な反対意見が唱えられた。しかし業界団体の電気協会内部では松永らの絶対反対の意見が主流というわけではなく、1940年12月に電気協会は反対決議をなすが、日本発送電の整備が先決問題、官営の特殊会社による配電統制には反対する、という条件を付したものであった。一方、逓信省では閣議決定に基づき日本発送電株式会社法中改正法や「配電管理法」「配電株式会社法」などの法案を準備したが、翌1941年（昭和16年）1月22日、衆議院本会議にて「戦時体制強化に関する決議」が行われ、それを受けて政府が議事の迅速化のため審議の長期化が予想される法案の提出を控える方針を決定したことから、会社法中改正法以外は撤回、その他は個別の法案ではなく国家総動員法の適用で実施されることとなった。
国家総動員法適用への路線変更を受けて、2日後の1月24日、電気協会では政府の法案提出見合わせに伴い協会においても反対姿勢を取り止め、官民協力して事態の打開に努める旨を決定した。その後も反対意見はあったが、3月7日、電気庁長官から「一部少数事業者」が国策に反対し続けているようにみえるのは遺憾であるので善処するように、という要望が協会に出されると、協会側は誤解を招く行為は極力避ける旨を返答した。こうして業界内での反対運動も下火となっていった。

### 区割りをめぐる議論
配電統制が具体化されていく中で、各地の配電特殊会社の供給区域をどのように設定するかという区割りの問題が浮上した。まず1940年10月7日の電気庁内の会議では、全国を以下のように9ブロックに分割する案が決定された。
- 北海道地区 ： 北海道一円
- 東北地区 ： 東北地方6県、ただし福島県の新潟電力区域は除く
- 関東地区 ： 関東地方7府県と山梨県・静岡県、ただし群馬県の長野電気区域を除く
- 北陸地区 ： 新潟・富山・石川・福井4県と長野県の南信地方以外、福島県内の新潟電力区域、群馬県内の長野電気区域
- 中部地区 ： 愛知・岐阜・三重3県と長野県南信地方、ただし岐阜・三重両県の宇治川電気区域を除く
- 関西地区 ： 近畿地方6府県と岐阜・三重両県の宇治川電気区域、ただし兵庫県の山陽配電区域は除外
  - 地区名は案の中では関西地区ではなく「大阪地区」とある。
- 中国地方 ： 中国地方5県と兵庫県の山陽配電区域
- 四国地区 ： 四国一円
- 九州地区 ： 九州一円と沖縄県

この案では長野県は県内が南北に分割されるため長野県知事から反対意見があり、北陸ブロックをめぐり電気庁内で議論が続けられた。その後10月24日になり、各省との調整を経たうえで電力管理調査会が北陸・中部のブロックを統合した全国8ブロック案を発表した。ところがこの8ブロック案は、富山・石川・福井3県による北陸ブロックの独立運動を招く。それでも1941年4月、逓信省が発表した「配電事業統合要綱」では全国を8ブロックに分割するものとされた。
この時期北陸地方では、日本海電気（富山県）社長山田昌作の主唱によって北陸地方の電気事業者を合同する動きが進んでおり、1941年3月には日本海電気や高岡電灯など合計12社による合併契約の締結に至っていた。主導する山田昌作は北陸ブロックの独立が持説であり、先に北陸地方の自主統合という既成事実をつくり、逓信省への陳情を続けることで独立の実現を狙ったという。同年8月1日、北陸地方12社の合併で北陸合同電気が発足する。2日後の8月3日、8ブロックのうち中部地区に限っては暫定的に2つの特殊会社を設立するという形で北陸ブロックの独立が認められ、配電特殊会社の数は9社とすることが決定された。
他方、中国合同電気（岡山県）社長牛尾健治も山陽中央水電との合併により兵庫・岡山両県にまたがる供給区域を持つ山陽配電（本社は兵庫県神戸市）を1941年5月に設立し、中国地方を岡山・鳥取・島根の3県に兵庫県を加えた西部ブロックと広島・山口両県のみの中国ブロックに二分する独自の構想を唱えた。また九州地方においても、熊本県の関係者が福岡県主導の再編に反発し、九州における逓信省の業務を統括する逓信局が熊本市にある（熊本逓信局）のを根拠に九州の2ブロック分割を主張していた。しかし北陸ブロックの暫定的独立を除いて逓信省が容認することはなく、山陽・熊本ブロックの出現は阻止され全国9ブロック体制が確定された。

### 配電統制令の公布・施行
第2次電力国家管理のうち日本発送電の体制強化については、1941年4月25日の電力管理法施行令改正という形で実施に移された。これに基づき日本発送電への設備出資命令が全国の主要事業者に対し発令され、同年10月1日付と翌1942年（昭和17年）4月1日付の2度に分けて設備出資が実施された。
配電統制についてはまず、1941年上旬、逓信省により「配電事業統合要綱」が決定された。その中では配電事業統制によって「高度国防国家」建設に応ずるための合理的・計画的な電力配給ならびに透徹な料金政策の実行などを目指すことが掲げられた。また配電特殊会社への統合の手順は、まず主要配電事業者の統合によって地区ごとに配電会社を新設し（第一次統合）、続いてそれらの配電会社に地区内の残存事業者を統合する（第二次統合）、というものであった。要綱の策定に続き、逓信省では各事業者の代表を招致して統合方針を伝達するとともに、統制令の制定作業を急いだ。
ところが4月の要綱決定後も東京市・大阪市をはじめとする公営電気事業者が配電統制への反対運動を継続した。これらの自治体は公営電気事業の利益を失うことで財政が悪化するとして反対していたことから、政府は財政措置により解決を図った。具体的には、配電統制に伴う収入（配電会社から支払われる株式配当・利子・税金）が統合前における事業利益の95パーセントに満たない場合、差額を公納金として統合後最長10年にわたり配電会社から（その分の法人税を軽減するため実態としては政府から）交付するというものであった。また同様の政治的配慮から、供給事業を兼営していた鉄道事業者に対しても配電統制に伴う収入が統合前における供給事業利益の90パーセントに満たない場合にその差額を交付金として最長5年間交付することとなった。
1941年7月30日、「配電統制令に関する勅令要綱」が第16回国家総動員審議会に諮問第56号として提出され、翌31日より審議が始まった。8月1日には前田利定を委員長とする計15名からなる特別委員会にて議論が続けられ、2日になって配電会社の配当の政府保証、配電統制で生じる地方財政への対策、監督官庁官吏の天下り防止条項の追加、の3点からなる希望条項が付されて総動員審議会にて原案通り可決に至った。以後勅令作成の手続きが進められ、法制局の審査を経て8月26日閣議に提出。29日天皇の裁可があり、1941年8月30日、勅令第832号として配電統制令は配電統制令施行規則（逓信司法省令第1号）とともに公布、即日施行された。

## 配電統制の実施過程
配電統制令に基づく配電事業の統合は、主要事業者の統合と、それに続く小事業者の統合という2段階で進められた。すなわち、
1. 第一段階では全国を北海道・東北・関東・中部・北陸・関西・中国・四国・九州の9地域に分け、各地域内の主要事業者を統合して配電会社を1社ずつ計9社設立させる。
2. 第二段階として各配電会社に地域内に残る小事業者をそれぞれ吸収させ、各地域内で配電事業の独占を完成させる。

という方法が採られたのである。以下、配電統制の具体的な実施過程について記述する。

### 配電会社の設立（第1次統合）
1941年9月6日、政府は各地域の事業者に対し配電会社の設立命令を発した。各地域の受命者は北海道4・東北13・関東11・中部11・北陸4・関西14・中国4・四国5・九州4で、複数の地域で受命した事業者もある（最大で4地区にまたがる）のでこれを整理すると受命者は全国60事業者となる。
同年9月20日に逓信大臣より公告された各配電会社の設立命令書から、以下に各地域の配電株式会社の商号とその配電区域、受命者の名称をそれぞれ記す。なお、受命者について「指定会社」とあるのは「配電株式会社と為る」ことを命ぜられた株式会社を、特記のないそれ以外は指定範囲の電気供給事業設備を出資すべきとされた事業者を指す。
北海道地区
商号 ： 北海道配電株式会社
配電区域 ： 北海道
受命者 ： 北海道水力電気・大日本電力・室蘭電灯・札幌送電
東北地区
商号 ： 東北配電株式会社
配電区域 ： 新潟県・宮城県・福島県・岩手県・青森県・山形県・秋田県
ただし当分の間は茨城県・栃木県における福島電灯の供給区域ならびに長野県下水内郡・上水内郡・下高井郡における中央電気の供給区域を配電区域に含め、反対に新潟県の一部は関東配電および中部配電の配電区域とする
受命者 ： 奥羽電灯＝指定会社、青森県（公営）・宮城県（公営）・仙台市（公営）・新潟電力・北越水力電気・東北電灯（※）・中央電気・大日本電力・山形電気・増田水力電気・福島電灯・会津電力
※東北電灯については、1941年11月13日付で指定会社に変更。
関東地区
商号 ： 関東配電株式会社
配電区域 ： 東京府・神奈川県・埼玉県・群馬県・千葉県・茨城県・栃木県・山梨県
ただし当分の間は新潟県・静岡県における東京電灯の供給区域および静岡県における富士電力の供給区域を配電区域に含め、反対に茨城県・栃木県の一部は東北配電の配電区域、群馬県の一部は中部配電の配電区域とする
受命者 ： 東京電灯・富士電力・甲府電力・日立電力＝以上指定会社、東京市（公営）・日本電力・東京横浜電鉄・王子電気軌道・大日本電力・京王電気軌道・京成電気軌道
中部地区
商号 ： 中部配電株式会社
配電区域 ： 静岡県・愛知県・三重県・岐阜県・長野県
ただし当分の間は新潟県・群馬県における長野電気の供給区域を配電区域に含め、反対に静岡県の一部は関東配電の配電区域、長野県の一部は東北配電の配電区域、三重県・岐阜県の一部は関西配電の配電区域とする
受命者 ： 中部合同電気・信州電気＝以上指定会社、静岡市（公営）・伊那電気鉄道・揖斐川電気工業・日本電力・東邦電力・中央電力・中央電気・長野電気・矢作水力
北陸地区
商号 ： 北陸配電株式会社
配電区域 ： 福井県・石川県・富山県
ただし当分の間は福井県の一部を関西配電の配電区域とする
受命者 ： 北陸合同電気＝以上指定会社、金沢市（公営）・日本電力・京都電灯
関西地区
商号 ： 関西配電株式会社
配電区域 ： 大阪府・京都府・兵庫県・奈良県・滋賀県・和歌山県
ただし当分の間は三重県・岐阜県における宇治川電気の供給区域ならびに福井県大飯郡・遠敷郡・三方郡を配電区域に含め、反対に兵庫県の一部は中国配電の配電区域とする
受命者 ： 南海水力電気・宇治川電気＝以上指定会社、大阪市（公営）・神戸市（公営）・京都市（公営）・阪神電気鉄道・阪神急行電鉄・日本発送電（旧大同電力の配電事業が対象）・日本電力・東邦電力・南海鉄道・関西急行鉄道・京阪電気鉄道・京都電灯
中国地区
商号 ： 中国配電株式会社
配電区域 ： 広島県・鳥取県・島根県・岡山県・山口県
ただし当分の間は兵庫県における山陽配電の供給区域および愛媛県における広島電気の供給区域を配電区域に含める
受命者 ： 山口県（公営）・出雲電気・山陽配電・広島電気
四国地区
商号 ： 四国配電株式会社
配電区域 ： 徳島県・香川県・愛媛県・高知県
ただし当分の間は愛媛県の一部を中国配電の配電区域とする
受命者 ： 高知県（公営）・伊予鉄道電気・東邦電力・土佐電気・四国水力電気
九州地区
商号 ： 九州配電株式会社
配電区域 ： 熊本県・長崎県・福岡県・大分県・佐賀県・宮崎県・鹿児島県・沖縄県
受命者 ： 九州電気・九州水力電気＝以上指定会社、日本水電・東邦電力
翌1942年（昭和17年）4月1日、9配電会社が一斉に設立され第1次統合が完了した。配電会社に統合された資産は約35億9200万円、承継された負債は約12億9000万円に達する。同日には日本発送電への発送電設備第2次出資も実施されており、日本発送電と配電会社の両方に出資した事業者も存在する。
60の配電会社設立命令受命者のうち公営事業者は11で、これを除くと49の電力会社が統合されたことになる。49社のうち指定会社となって消滅したものは13社で、これ以外にも電気供給事業設備を出資した会社の中から22社が出資と同時またはその後に解散している。解散しなかった会社は日本発送電、鉄道会社9社（鉄道兼営は11社だが王子電気軌道・伊予鉄道電気は解散）、化学メーカーの揖斐川電気工業と、証券保有会社に転身した3社（大日本電力・日本電力・土佐電気）のみであった。

### 残余事業の統合（第2次統合）
1942年4月の配電統制第一段階の完了後、逓信省は残る小規模事業者を統合し9配電会社の地域独占体制を完成させるべく第2次配電統合に着手した。各配電会社の事業統合の経過を以下に記す。
北海道配電
北海道配電における第2次統合は1942年10月に民営事業、同年12月に公営事業を統合するという形で実施された。統合事業数は民営が10事業、公営が5事業。
東北配電
東北配電における第2次統合は1943年（昭和18年）2月1日付で一斉に実施され、37事業を統合した。
関東配電
関東配電では1942年9月1日付で13事業、11月27日付9事業、12月1日付で14事業、12月16日付・21日付・翌1943年1月10日付・2月1日付・4月1日付・5月1日付・6月10日付で各1事業ずつ計7事業を統合し、第2次統合を完了した。統合事業には伊豆諸島や小笠原諸島のものも含まれる。
中部配電
中部配電では1942年10月1日付で3事業、11月1日付で2事業、12月1日付でで1事業、翌1943年3月1日付で31事業、4月1日付で13事業を統合し、第2次統合を完了した。
北陸配電
北陸配電における第2次統合は1942年12月1日付と1943年3月1日付の2度にわたり実施され、1度目は5事業、2度目は4事業を統合した。
関西配電
関西配電では1942年10月1日付で9事業、1943年3月31日付で15事業を統合し、同年7月1日付で兵庫県営事業を統合して第2次統合を完了した。
中国配電
中国配電では1942年10月1日付で4事業、翌1943年1月1日付で8事業、2月1日付で1事業、3月1日付で1事業、4月1日付で2事業を統合して第2次統合を完了した。
四国配電
四国配電では1942年10月1日付で3事業、翌1943年1月1日付で6事業を統合し、さらに同年4月1日四国中央電力（後の住友共同電力）・日本発送電から一部事業を譲り受けて第2次統合を完了した
九州配電
九州配電における第2次統合は1942年11月1日付と翌1943年2月1日付の2度にわたり実施され、1度目は19事業、2度目は28事業を統合した。統合事業には沖縄電気など沖縄県の事業者も含まれる。

### 配電区域の整理
配電会社設立後の1942年7月15日付で、東北配電・関東配電・中部配電・関西配電・中国配電の5社に対し逓信大臣より配電統制令第26条に基づく事業譲渡命令が発せられた。各社譲渡を命ぜられた配電区域は以下の通り。
東北配電 → 関東配電
茨城県・栃木県における元福島電灯の供給区域に相当する配電区域。
東北配電 → 中部配電
長野県下水内郡・上水内郡・下高井郡における元中央電気の供給区域に相当する配電区域。
関東配電 → 東北配電
福島県における元日立電力の供給区域。新潟県における元東京電灯の供給区域に相当する配電区域。
関東配電 → 中部配電
静岡県静岡市・清水市・浜松市・庵原郡・安倍郡・志太郡・榛原郡・小笠郡・周智郡・磐田郡・引佐郡・浜名郡における元東京電灯の供給区域に相当する配電区域。愛知県東加茂郡松平村における元東京電灯の供給区域。
中部配電 → 東北配電
新潟県における元長野電気の供給区域に相当する配電区域。
中部配電 → 関東配電
群馬県における元長野電気の供給区域に相当する配電区域。静岡県熱海市・田方郡・賀茂郡・駿東郡における配電区域のうち元東京電灯・富士電力の供給区域に相当しない地域。
中国配電 → 関西配電
兵庫県における元山陽配電の供給区域に相当する配電区域。
譲渡命令記載の譲渡実施期限は1942年10月1日になっており、実際に上記の区域交換は同日付で実施された。
先述の配電株式会社設立命令書にて、帰属について「当面の間」の措置とされていた配電区域のうち、このとき整理されずそのまま維持された地域は、
- 関西配電に属する岐阜県内の旧宇治川電気区域（不破郡今須村[43]）
- 関西配電に属する三重県内の旧宇治川電気区域（南牟婁郡のうち新鹿村・荒坂村・南輪内村・北輪内村・泊村以外の16町村[43]）
- 関西配電に属する福井県大飯郡・遠敷郡・三方郡
- 中国配電に属する愛媛県内の旧広島電気区域（越智郡島嶼部のうち15町村＝弓削村・生名村・岩城村・伯方町・西伯方村・瀬戸崎村・盛口村・鏡村・宮浦村・岡山村・宮窪村・大山村・津倉村・渦浦村・亀山村[44]）

の4つである。これに加え、その後の残余事業統合に際し、中国配電は愛媛県島嶼部の大崎電気（越智郡関前村に供給）と岡山県の島電気（小豆郡・香川郡直島村に供給）をそれぞれ統合している。
さらに1943年（昭和18年）3月31日付で、中部配電の配電区域のうち岐阜県吉城郡坂下村を北陸配電の配電区域へ編入する命令が出され、同年5月に実施された。

### 統合完了後の供給区域
以上、一連の配電統制進展によって、1943年度以降の各配電会社の供給区域は以下の通りとなった。
| 配電会社名 | 配電区域 |
| ---------- | --- |
| 北海道配電 | 北海道 |
| 東北配電   | 青森県・岩手県・宮城県・秋田県・山形県・福島県・新潟県 |
| 関東配電   | 茨城県・栃木県・群馬県・埼玉県・千葉県・東京府・神奈川県・山梨県・静岡県（富士川以東に限る） |
| 中部配電   | 長野県・岐阜県（不破郡今須村・吉城郡坂下村を除く）・静岡県（富士川以西に限る）・愛知県・三重県（南牟婁郡のうち新鹿村・荒坂村・南輪内村・北輪内村・泊村以外を除く）                                 |
| 北陸配電   | 富山県・石川県・福井県（三方郡・遠敷郡・大飯郡を除く）・岐阜県（吉城郡坂下村に限る） |
| 関西配電   | 福井県（三方郡・遠敷郡・大飯郡に限る）・岐阜県（不破郡今須村に限る）・三重県（南牟婁郡のうち新鹿村・荒坂村・南輪内村・北輪内村・泊村以外に限る）・滋賀県・京都府・大阪府・兵庫県・奈良県・和歌山県 |
| 中国配電   | 鳥取県・島根県・岡山県・広島県・山口県・香川県（小豆郡全域・香川郡直島村に限る）・愛媛県（越智郡島嶼部16町村に限る）                                                                               |
| 四国配電   | 徳島県・香川県（小豆郡全域・香川郡直島村を除く）・愛媛県（越智郡島嶼部16町村を除く）・高知県 |
| 九州配電   | 福岡県・佐賀県・長崎県・熊本県・大分県・宮崎県・鹿児島県・沖縄県 |

区域中、九州配電区域の沖縄県と鹿児島県大島郡は太平洋戦争終戦に伴いアメリカ合衆国の施政権下となったことから、事実上供給区域から削除されている。

## 配電会社の解体
以下、配電統制令の廃止から電気事業再編成令による配電会社解体までの過程について記述する。

### 配電統制令の廃止
太平洋戦争の終戦から半年余りが過ぎた1946年（昭和21年）4月1日より、「国家総動員法及戦時緊急措置法廃止法律」が施行され、国家総動員法は廃止された。廃止に際し、現存する国家総動員法に基づく勅令は廃止法律の施行後も6か月間に限り効力を持つとされており、従って配電統制令は1946年10月1日より失効することとなった。
国家総動員法廃止の段階では配電会社を独占的公益事業として存続させる必要があったため、同時に失効する電力調整令とともに存続が適当と認められる規定について電気事業法へと移すことが決定された。配電統制令から改正電気事業法に引き継がれた規定は、主務大臣が電気料金を決定する旨の規定と、配電会社の資本金変更・利益金処分および取締役・監査役の選任は主務大臣の認可を必要とする旨の規定である。また付則には配電統制令の廃止と、配電統制令に基づく配電会社は配電統制のためにする経営を目的としない電気事業会社へ転換するのに必要な定款変更その他の手続きを商法の規定により行うことができる旨が追加された。
この改正電気事業法は1946年9月30日より（付則のうち定款変更その他の手続きに関する項目のみ9月17日から）施行された。

### 電気事業再編成令の公布
連合国軍占領下の日本における経済民主化政策の一環として、1947年（昭和22年）12月に過度経済力集中排除法（以下「集中排除法」）が公布された。翌1948年（昭和23年）2月22日、日本発送電と9配電会社は集中排除法の指定を受ける。集中排除法の指定会社は占領政策の転換により指定解除されていくものがほとんどであったが、日本発送電と9配電会社は最後まで指定解除されず、実際に集中排除法の適用をうけた18社に名を連ねることとなる。

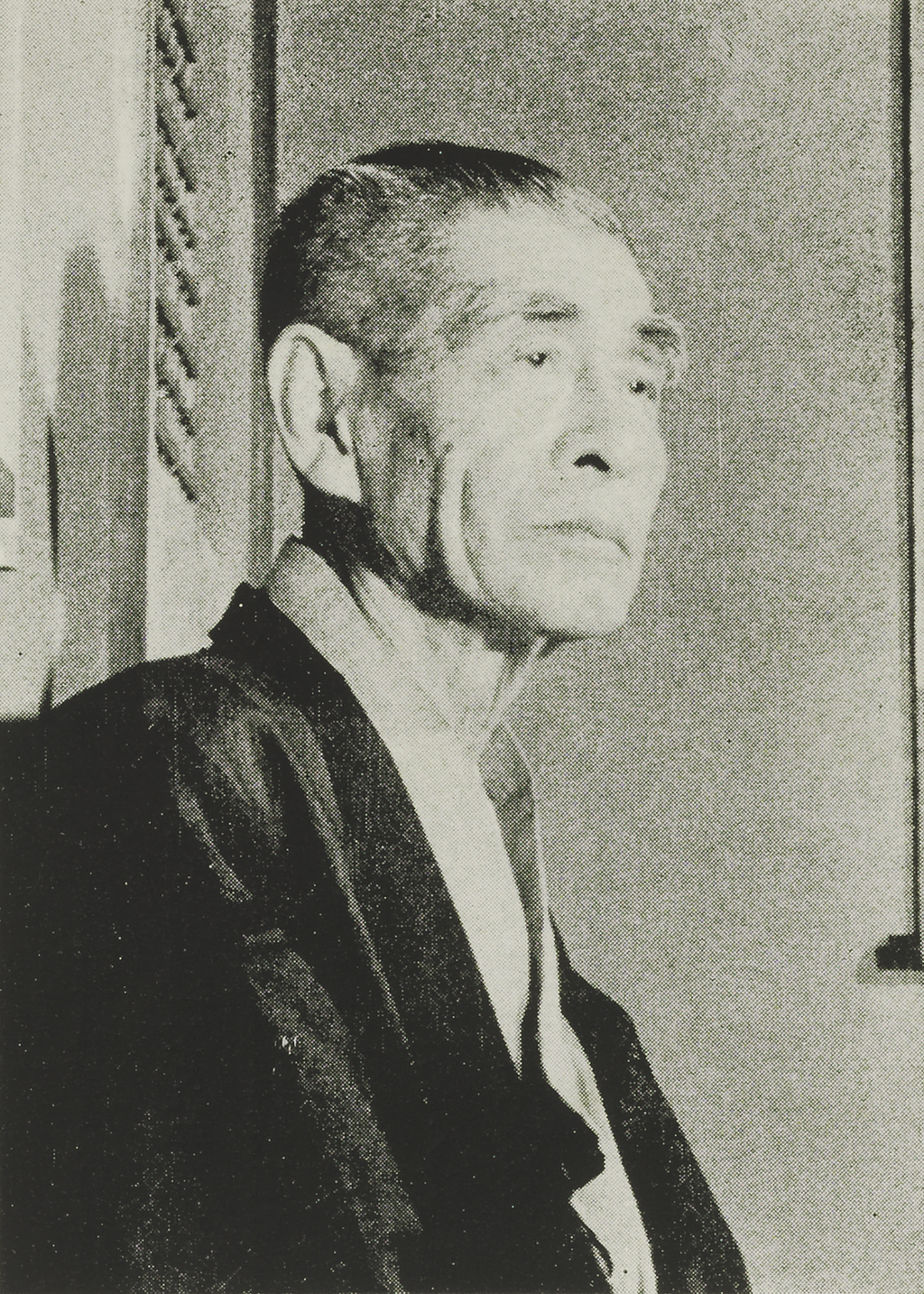
電気事業再編成審議会会長松永安左エ門（1953年）

1年半後の1949年（昭和24年）11月、政府により松永安左エ門を会長とする「電気事業再編成審議会」が立ち上げられ、松永ほか4人の委員によって再編成の方針に関する議論が始まった。審議会は通商産業省当局およびGHQと緊密に連携しつつ議論を進め、翌1950年（昭和25年）2月1日に答申に至る。審議会答申の内容は、日本発送電・配電会社をすべて解体の上、現在の配電会社の区域とほぼ一致する全国9ブロックの電力会社へと再編するとともに、日本発送電の設備の一部をもってブロック別電力会社に対する電力融通を専門とする融通会社も立ち上げる、というものであった。ただし少数意見として、融通会社を作らずにブロック別の発送配電完全一貫経営の電力会社へと再編し、電力融通は各社間の契約と公益事業委員会によって調整する、という松永会長案も答申に付け加えられた。
審議会答申に前後し、政府はGHQより過度経済力集中の状態にある日本発送電・配電会社の分割計画を迅速に提出するよう求められた。これを受け政府は松永案の採択を決定、全国を9ブロックに分割しそれぞれ発送電配一貫経営の電力会社を新設するという基本方針を1950年2月21日の閣議で決定した。そして4月20日、日本発送電と9配電会社の解体・再編成のための「電気事業再編成法」案を第7回国会に提出した。ところが法案は5月2日の閉会まで審議が続けられたものの、与党自由党内にも不支持が多く審議未了となった。
法案成立を目指す政府は修正案をまとめ、9月30日与党内の合意を取り付けた。ところが今度はGHQが原案の固持を主張し修正案を否定する。こうして電気事業再編成法案は成立が絶望的な状況に追い込まれるが、第9回国会開会翌日にあたる11月22日に連合国軍総司令官ダグラス・マッカーサーから吉田茂総理大臣に対し電気事業再編成促進を求める書簡が送られると、政府は急遽法案（第7回国会提出の原案）をいわゆる「ポツダム政令」の形で実施する方針を決定する。23日の閣議決定を経て、翌24日、「電気事業再編成令」と関連する「公益事業令」を公布、12月15日より施行した。

### 9電力体制の成立
電気事業再編成令は、電力国家管理を廃止し、日本発送電・9配電会社の再編成によって発送配電一貫経営の独立した電力会社を新設することを目的とするポツダム政令である。新会社の供給区域は、電気事業再編成令第3条第2項ならびに別表第二にて下表のように定められた。なお、再編成令には新会社の商号は記載されていないが下表では補った。
| 電力会社名 | 供給区域 |
| ---------- | --- |
| 北海道電力 | 北海道 |
| 東北電力   | 青森県・秋田県・山形県・岩手県・宮城県・福島県・新潟県 |
| 東京電力   | 栃木県・群馬県・茨城県・埼玉県・千葉県・東京都・神奈川県・山梨県と静岡県の一部（熱海市・沼津市・三島市・富士宮市・吉原市・伊東市・田方郡・賀茂郡・駿東郡・富士郡）                                                                   |
| 中部電力   | 長野県・愛知県・岐阜県（不破郡今須村・吉城郡坂下村・同郡神岡町を除く）・静岡県（東京電力区域を除く）・三重県（関西電力区域を除く）                                                                                                   |
| 北陸電力   | 富山県・石川県・福井県（関西電力区域を除く）と岐阜県の一部（吉城郡坂下村・神岡町） |
| 関西電力   | 滋賀県・京都府・大阪府・奈良県・和歌山県・兵庫県と福井県の一部（三方郡・遠敷郡・大飯郡）・岐阜県の一部（不破郡今須村）・三重県の一部（南牟婁郡のうち新鹿村・荒坂村・南輪内村・北輪内村・泊村以外）                                   |
| 中国電力   | 鳥取県・島根県・岡山県・広島県・山口県と香川県の一部（小豆郡・香川郡直島村）・愛媛県の一部（越智郡弓削村・生名村・岩城村・盛口村・鏡村・宮浦村・瀬戸崎村・岡山村・西伯方村・伯方町・大山村・津倉村・宮窪村・渦浦村・亀山村・関前村） |
| 四国電力   | 徳島県・高知県・香川県（中国電力区域を除く）・愛媛県（同左） |
| 九州電力   | 福岡県・佐賀県・長崎県・大分県・熊本県・宮崎県・鹿児島県 |

新会社の供給区域と旧配電会社の供給区域の差異は、中部配電区域のうち社内の送電系統から孤立していた岐阜県吉城郡神岡町が北陸電力区域に移管された点のみである。設備については、各配電会社のものは供給区域別に新会社へと引き継がれたが、日本発送電の設備については、1. 地区にかかわらずその電力系統が直結する主たる消費地によって分配する（潮流主義）、2. 同一水系の発電所は未開発地点を含めて同一地区会社に所属させる、という方針に従い分配された。
電気事業再編成令公布から半年後の1951年（昭和26年）5月1日、新会社9社、すなわち北海道電力・東北電力・東京電力・中部電力・北陸電力・関西電力・中国電力・四国電力・九州電力が発足した。

## 配電統制に関する年表
- 1938年（昭和13年）
  - 4月5日 - 電力管理法公布。
- 1939年（昭和14年）
  - 4月1日 - 日本発送電設立。
- 1941年（昭和16年）
  - 4月 - 逓信省により「配電事業統合要綱」決定。
  - 7月30日 - 配電統制令に関する勅令要綱が国家総動員審議会を通過。
  - 8月30日 - 配電統制令公布・施行。
  - 9月6日 - 逓信大臣より配電株式会社設立命令発令。
- 1942年（昭和17年）
  - 4月1日 - 北海道配電・東北配電・関東配電・中部配電・北陸配電・関西配電・中国配電・四国配電・九州配電の9配電会社設立（第1次統合の完了）。
  - 10月1日 - 本州の配電会社5社間で配電区域の交換・整理実施。
  - 12月 - 北海道配電での第2次統合完了。
- 1943年（昭和18年）
  - 2月1日 - 東北配電・九州配電での第2次統合完了。
  - 3月1日 - 北陸配電での第2次統合完了。
  - 4月1日 - 中部配電・中国配電・四国配電での第2次統合完了。
  - 6月10日 - 関東配電での第2次統合完了。
  - 7月1日 - 関西配電での第2次統合完了。
- 1946年（昭和21年）
  - 9月30日 - 改正電気事業法施行に伴い配電統制令廃止。
- 1950年（昭和25年）
  - 11月24日 - 電気事業再編成令公布。
- 1951年（昭和26年）
  - 5月1日 - 日本発送電と9配電会社解散、北海道電力・東北電力・東京電力・中部電力・北陸電力・関西電力・中国電力・四国電力・九州電力の9電力会社設立。

### 企業史
- 関西地方電気事業百年史編纂委員会（編）『関西地方電気事業百年史』関西地方電気事業百年史編纂委員会、1987年。
- 関西配電清算事務所（編）『関西配電社史』関西配電清算事務所、1953年。
- 九州電力 編『九州地方電気事業史』九州電力、2007年。
- 四国配電清算事務所（編）『四国配電十年史』四国配電清算事務所、1953年。
- 東京電力 編『関東の電気事業と東京電力』東京電力、2002年。
- 東北電力 編『東北地方電気事業史』東北電力、1960年。
- 東邦電力史編纂委員会（編）『東邦電力史』東邦電力史刊行会、1962年。
- 中部配電社史編集委員会（編）『中部配電社史』中部配電社史編集委員会、1954年。
- 中国地方電気事業史編集委員会（編）『中国地方電気事業史』中国電力、1974年。
- 北海道電力五〇年史編纂委員会（編）『北のあかりを灯し続けて 北海道電力五十年の歩み』北海道電力、2001年。
- 北陸地方電気事業百年史編纂委員会（編）『北陸地方電気事業百年史』北陸電力、1998年。

### 逓信省関連
- 逓信省電気局 編『電気事業要覧』 第30回、電気協会、1939年。NDLJP:1073660。
- 通商産業省公益事業局 編『電気事業要覧』 第35回、日本電気協会、1953年。

### その他文献
- 公営電気復元運動史編集委員会（編）『公営電気復元運動史』公営電気事業復元県都市協議会、1969年。
- 電気新報社（編）『電気年報』 昭和13年版、電気新報社、1938年。NDLJP:1114867。
- 電力政策研究会（編）『電気事業法制史』電力新報社、1965年。
- 古池信三『配電統制令概説』電気新聞社、1941年。